# إف سي كراسافا
إف سي كراسافا (بالروسية: ФК «Красава») نادي روسي لكرة القدم. رُخص رسميًا على ان مقره في أودينتسوفو، لكنه يلعب المباريات المحلية في موسكو. أسس يفغيني سافين النادي في عام 2021.
رخص للعب في الدرجة الثالثة في الدوري الروسي الثاني ‏ لموسم 2021–22. لم يحصل على ترخيص لموسم 2022–23.